# Laevimon
Laevimon is een geslacht van kreeftachtigen uit de klasse van de Malacostraca (hogere kreeftachtigen).

## Soorten
- Laevimon kottelati Yeo & Ng, 2005
- Laevimon tankiense (Dang & Tran, 1992)